# Christian Volkmar Witt
Christian Volkmar Witt (* 10. Dezember 1980 in Solingen) ist ein deutscher evangelischer Theologe. Er ist Professor für Kirchengeschichte an der Universität Tübingen.

## Leben
Christian Witt studierte Evangelische Theologie, Geschichte und Erziehungswissenschaften in Wuppertal. Im Anschluss an sein Erstes Staatsexamen für das Gymnasiallehramt war er von 2006 bis 2010 als Wissenschaftlicher Mitarbeiter an der Bergischen Universität Wuppertal und an der Rheinischen Friedrich-Wilhelms-Universität Bonn tätig. Er wurde 2010 promoviert und absolvierte von 2010 bis 2012 das Lehramtsreferendariat in den Fächern Evangelische Religionslehre und Geschichte am Dreikönigsgymnasium Köln/Studienseminar Köln. 2011 legte er das Zweite Staatsexamen für das Gymnasiallehramt ab. 
Von 2012 bis 2017 war er erneut Wissenschaftlicher Mitarbeiter an der Bergischen Universität Wuppertal. Die Habilitation erfolgte 2015 im Fach Kirchengeschichte an der Kirchlichen Hochschule Wuppertal. 2017 wechselte er als Wissenschaftlicher Mitarbeiter an das Leibniz-Institut für Europäische Geschichte in Mainz und war ab 2018 Heisenberg-Stipendiat der Deutschen Forschungsgemeinschaft. 
Seit Oktober 2023 ist er Inhaber des Lehrstuhls Kirchengeschichte I: Reformationsgeschichte und Mittelalter, den er seit Oktober 2021 vertreten hatte, sowie Direktor des Instituts für Spätmittelalter und Reformation an der Evangelisch-Theologischen Fakultät der Eberhard Karls Universität Tübingen. Im Juli 2025 wurde er als Vertreter der Fakultät bei der Landessynode der Evangelischen Landeskirche in Württemberg verpflichtet und zum Mitglied des Theologischen Ausschusses der Landessynode gewählt.
Seit 2025 ist Witt Ehrenphilister des Tübinger Wingolf.

## Auszeichnungen
- Lehrpreis der Bergischen Universität Wuppertal für herausragende Lehre im Studienjahr 2013
- Lehrpreis der Bergischen Universität Wuppertal für herausragende Lehre im Studienjahr 2017

## Schriften (Monografien)
- Protestanten. Das Werden eines Integrationsbegriffs in der Frühen Neuzeit (= Beiträge zur historischen Theologie. Bd. 163). Mohr Siebeck, Tübingen 2011.
- Martin Luthers Reformation der Ehe. Sein theologisches Eheverständnis vor dessen augustinisch-mittelalterlichem Hintergrund (= Spätmittelalter, Humanismus, Reformation. Bd. 95). Mohr Siebeck, Tübingen 2017.
- Lutherische „Orthodoxie“ als historisches Problem. Leitidee, Konstruktion und Gegenbegriff von Gottfried Arnold bis Ernst Troeltsch (= Veröffentlichungen des Instituts für Europäische Geschichte, Abteilung für Abendländische Religionsgeschichte. Bd. 264). Vandenhoeck & Ruprecht, Göttingen 2021.
- Wohin läuft die Kirchengeschichte? Mittelalterliche Zeittheorien und geschichtstheoretische Überlegungen zum orientierenden Gespräch mit der Vergangenheit über die Zukunft. Mohr Siebeck, Tübingen 2025.